# Leif Ove Andsnes
Leif Ove Andsnes (født 7. april 1970) er en norsk klassisk pianist. Han er den mest kendte norske pianist fra 2000-tallet. Andsnes har modtaget en række priser og udmærkelser i Norge og andre lande. Med sine elleve Spellemannpriser, blandt andet Årets spellemann i 1998, er han den musiker som har vundet flest Spellemannstatuetter.